# Ptychamalia ptychopoda
Ptychamalia ptychopoda là một loài bướm đêm trong họ Geometridae.